# Mixacarus tianmuensis
Mixacarus tianmuensis är en kvalsterart som beskrevs av Y. och L. Li 1985. Mixacarus tianmuensis ingår i släktet Mixacarus och familjen Lohmanniidae. Inga underarter finns listade i Catalogue of Life.